# 蘇荃
蘇荃。金庸武俠小說《鹿鼎記》的人物，出場時二十來歲，容貌甚美。原是神龍教教主洪安通的妻子，由於是被洪安通強娶，所以對洪安通並無太多感情。後因懷了韋小寶之子韋銅錘，而跟隨韋小寶，是韋小寶七個妻子中年紀最大、武功最高者，因此韋小寶和他另外六位妻子都稱她「荃姐姐」。才貌雙全的女強人，個性強勢有主見，也是小寶妻妾中唯一能壓住建寧公主囂張氣燄的人。

## 人物原型

### 江青说
金庸寫《鹿鼎記》之時，正值大陸文化大革命運動，文字獄、語錄、歌功頌德、少年隊等等，網友認為均有所影射。故有論者媒體投稿，認為洪安通的人物原型是毛澤東，蘇荃身为教主夫人，带头对付老兄弟，原型是毛澤東的夫人江青，早年的藝名叫藍蘋，與蘇荃何其相似。

### 万圣公主说
苏荃容貌极美，艳丽无匹，武功高强，是神龙教教主夫人，其人物原型可能是出自《西游记》中乱石山碧波潭龙宫的龙女万圣公主。神龙教教主夫人苏荃能成为龙女万圣公主化身的原因：一是她最后嫁给了韦小宝的故事，是从万圣公主招了驸马九头鸟的故事转化发展而来的；二是她派人偷盗佛经的故事，是从万圣公主偷盗九叶灵芝草的故事转化发展而来的。
龙女万圣公主对比神龙教教主夫人、驸马九头鸟对比丈夫韦小宝：
在《西游记》中：住在乱石山碧波潭龙宫里的万圣龙王，有一女儿万圣公主，她长得花容月貌，有二十分的人才。这万圣公主招得一驸马：就是神通广大的九头鸟，九头鸟和万圣龙王一起，偷盗了祭赛国金光寺宝塔上的国宝——佛宝舍利子。
在《鹿鼎记》中：苏荃和神龙教教主洪安通只是有名无实的夫妻关系，经过许多事情之后，她最终嫁给了韦小宝（九头鸟的化身）。韦小宝神通广大，神龙教得到的大清国国宝—— 《四十二章经》，都是他偷到手后派人送去的。
佛宝舍利子和九叶灵芝草对比《四十二章经》：
在《西游记》中：碧波潭的龙宫得到了佛宝舍利子后，万圣公主又冒着生命危险去大罗天上，凌霄殿前，偷了王母娘娘的九叶灵芝草。专门用来温养佛宝舍利子，可见她对偷盗佛宝舍利子一事也是十分热心的。
在《鹿鼎记》中：神龙教教主夫人苏荃对《四十二章经》一事也是十分热心：逼迫手下人在一定时间内交出经书等事情都是她出面主持，教主反而在一旁不声不响的。

## 影視飾演者
- 《1977》馬海倫
- 《1984》黃愷欣
- 《1984》林秀君
- 《1992》張敏（龍兒，假太后）、林青霞 （龍兒，真身）
- 《1998》馮曉文
- 《2000》陳法蓉 （龍兒）
- 《2008》胡可
- 《2014》张馨予
- 《2020》朱珠